# Muhámmad al-Báqir
Muhámmad ibn Ali al-Báqir (1 de Rayab 57 DH / 13 de mayo de 677 d. C. - 7 de Dhul Hiyyah 114 DH / 1 de febrero de 733 d. C.) conocido como Al-Báqir y Báqir al-Ulúm, el quinto imam de los imamíes después de su padre Al-Sayyad y antes de su hijo Ya'far al-Sádiq. Su kunya (apodo) era "Abu Ya'far". Su madre, Fátima, era la hija de Hasan al-Muytaba; Y por lo tanto era el primer imam chiita de los dos nietos del Profeta del islam, Hasan y Husain.
Muhámmad al-Báqir era contemporáneo de diez califas omeyas llamados Muawiya, Yazid ibn Muawiya, Muawiya ibn Yazid, Marwan ibn Hakam, Abdul Malik ibn Marwan, Walid ibn Abdul Malik, Sulaiman ibn Abdul Malik, Umar ibn Abdul Aziz, Yazid ibn Abdul Malik e Hisham ibn Abdul Malik. 
Muhámmad al-Báqir nació en Medina durante los últimos años de la vida de Muawiya, al mismo tiempo que Muawiya intentaba conseguir la lealtad para con su hijo, Yazid. Según Ya'qubi, Muhammad estuvo presente en la batalla de Karbala cuando era niño. En su infancia y adolescencia se ocurrió la segunda guerra civil musulmana por la adquisición del califato; Y al mismo tiempo, veía a su padre, Zainul Abidin, retirándose de los conflictos.
El período del gobierno de Umar ibn Abdul Aziz, cuando se quitaron las presiones sobre los chiitas y fue devuelto Fadak a Ahl al-Bayt, era el momento de empezar las enseñanzas de Muhámmad al-Báqir en serio y escribirse los hadices. Durante el califato de Hisham ibn Abdul Malik, después de que Ya'far al-Sádiq defendiera al Imamato de su padre durante la ceremonia del Hach, el califa sospechando de ellos, convocó a Ya'far al-Sádiq y Muhámmad al-Báqir a Damasco, y en una gran fiesta que había organizado, al obligar a al-Báqir participando en la competencia de tiro, intentó humillarlo, pero no tuvo éxito.
El levantamiento de Zayd ibn Ali, el hermano de Muhámmad, fue otro evento importante de su tiempo. Aunque algunos chiitas se inclinaban por Zayd, su levantamiento condujo a su derrota y muerte.
Muhámmad al-Báqir murió en Medina en 114 DH y fue enterrado en el cementerio de al-Baquí. Se considera que la causa de su muerte fue el envenenamiento por orden del califa omeya, Hisham ibn Abdul Malik.
En la época de Muhámmad al-Báqir se comenzó enseñar sistemáticamente las doctrinas de los imamíes. Este movimiento científico alcanzó su apogeo con su hijo, al-Sádiq. Muhámmad al-Báqir tuvo muchos estudiantes y aunque vivía en Medina, la mayoría de sus estudiantes eran de Kufa, Basora, Siria y La Meca.
Se han narrado muchas narraciones y dichos de Muhámmad al-Báqir y es respetado por los chiitas como líder religioso, y por los sunitas como gran jurista y erudito islámico.

## Descendencia
El linaje de Muhámmad al-Báqir se remonta a Muhámmad, el Profeta del Islam, tanto por parte de su padre como por parte de su madre. Su padre era Ali ibn Husain, apodado al-Sayyad, el cuarto imam de los chiitas, y vivía entre los años 38 y 95 DH.
Su madre era Fátima Umm Abdullah, la hija de Hasan al-Muytaba, el segundo imam de los chiitas, así que al-Báqir era descendiente de Ali ibn Abi-Talib, el primer imam de los chiitas, tanto por parte de su madre como por parte de su padre.

## Nombre y títulos
En los libros de hadices chiitas, a menudo se menciona a al-Báqir con la kunya "Abu Ya'far" y, para no confundirlo con Muhámmad al-Taqi, el noveno imam de los chiitas, llaman a al-Taqi por la kunya "Abu Ya'far al-zani" (el segundo Abu Ya'far). La palabra "al-Báqir", que en realidad es la abreviatura de "Báqir al-Ulúm", indica su posición especial como un destacado sabio religioso. Muhámmad al-Báqir también ha recibido otros títulos, incluidos "al-Shakir" y "al-Hadi".

### "Báqir al-Ulúm"
El título de "al-Báqir" se deriva de "Báqir al-Ulúm", que significa "el descubridor de los conocimientos". Según Ibn Khallikan, el historiador sunita, Muhámmad se ganó el título de al-Báqir debido a la abundancia de sus conocimientos. Según Ya'qubi, el historiador chiita, fue titulado "a-Báqir" porque dividía el conocimiento y llegaba a su profundidad. En un artículo de la Enciclopedia del Islam, Etan Kohlberg propone dos significados para al-Báqir: "Aquel que divide el conocimiento" (es decir, lo deja claro); Y "quien tiene mucho conocimiento". Kohlberg también se refiere a un hadiz del Profeta del Islam, quien dijo: "En la original Torá, al-Báqir se menciona con el mismo título". Según el libro "Lisan al-Arab", fue llamado al-Báqir porque dividía el conocimiento, conocía su origen y raíces, y revelaba sus ramas y tenía un gran conocimiento.
Según una narración, Muhámmad, el Profeta del Islam, informó a Yabir ibn Abdullah al-Ansari, uno de sus compañeros, que vivirás lo suficiente para ver a al-Báqir. Para los chiitas, "Báqir al-Ulúm" no era un título ordinario; porque el Profeta del Islam le dio este título. Según el Sheij Kulayni, el erudito chiita, Yaber solía sentarse en la mezquita y gritar: Oh "¡Báqir al-Ulúm! ¡Oh Báqir al-Uúm!" La gente de Medina le acusó a Yabir de confundir, pero Yabir les recordó lo que había escuchado del Profeta del Islam.
Sobre el encuentro de Yabir con Muhámmad al-Báqir, Kulayni narra que un día Yabir pasaba por una escuela y vio a al-Báqir, que entonces era un niño, y se acercó a él para buscar las características que había escuchado del Profeta. Después de encontrar las señales en él, besó su cabeza y le transmitió los saludos del Profeta del Islam.
Ibn Imad, Ibn Khallikan, Al-Safadi y Al-Zahabi, los historiadores sunitas, al explicar la palabra "Al-Báqir" han mencionado el gran conocimiento de Muhámmad al-Báqir y su conocimiento de las raíces y la profundidad de las ciencias.

## Biografía
Durante su vida, Muhámmad al-Báqir era contemporáneo de varios califas de la dinastía omeya, incluidos Muawiya ibn abi-sufyan, Yazid ibn Muawiya, Muawiya ibn Yazid, Marwan ibn Hakam, Abdul Malik ibn Marwan, Walid ibn Abdul Malik, Sulaiman ibn Abdul Malik, Umar ibn Abdul Aziz, Yazid ibn Abdul Malik e Hisham ibn Abdul Malik.
Muhámmad al-Báqir pasó la mayor parte de su vida en Medina, difundiendo las enseñanzas islámicas y educando a los estudiantes. Por supuesto, a veces fue invitado o convocado al centro del califato en Damasco por los califas omeyas, como Abdul Malik ibn Marwan, Umar ibn Abdul Aziz e Hisham ibn Abdul Malik.
Según el informe de Hurr al-Ameli, al-Báqir les prohibió la acción política pública a los chiitas porque no los veía preparados a sacrificarse por la causa de la verdad a pesar de su gran cantidad. Sin embargo según Zamajshari y Kashi, entre sus acciones políticas se encuentran las siguientes:
1. La crítica a algunos califas omeyas. 
2. La prohibición a sus seguidores de aceptar algunas responsabilidades gubernamentales.
3. Honorar a su hermano Zayd, quien era un revolucionario.
Según Ya'farian, los imames chiitas no querían participar en una fallida rebelión, y la divulgación de las enseñanzas islámicas era la primera prioridad para ellos. Sin embargo, no ocultaron su oposición al sistema del califato. Los chiitas e incluso los omeyas sabían que los imames eran los pretendientes al califato y liderazgo y creían que les habían usurpado el liderazgo por la fuerza. Por esta razón, los chiitas se prohibieron colaborar con el gobierno, excepto en unas ocasiones especiales.
Según algunos investigadores, el método de lucha de los imames, incluido al-Báqir, era la lucha negativa. En consecuencia, al-Báqir prohibió a uno de sus seguidores que quisiera convertirse en representante del califato en su tribu, argumentando que incluso una responsabilidad tan insignificante era cómplice de la opresión de un gobernante cruel. De hecho, con estas medidas, al-Báqir alejó a la gente de los gobernantes opresores y la llevó hacia Ahl al-Bayt.

### Nacimiento e infancia
La mayoría de las fuentes mencionan el año 57 DH como el año de su nacimiento, pero algunas fuentes como Izbat al-Wasiyya mencionaron el año 56 o 58 DH.
También hay desacuerdo en el día de su nacimiento; Masarr al-Shia lo considera el primero de Rayab y Kashf Al-Ghumma lo considera el tercero de Safar.
Durante la infancia de Al-Báqir, Mu'awiya ibn Abi Sufyan preparaba las condiciones para presentar a su hijo Yazid como su sucesor. Al-Báqir tenía tres o cuatro años cuando su abuelo Husain ibn Ali y sus compañeros fueron asesinados en la batalla de Karbala. Al respecto, Ya'qubi citó sus palabras así: "Tenía cuatro años cuando mi abuelo Husain fue martirizado y recuerdo todo lo que nos sucedió ese día".

### Durante el Imamato de Zainul Abidin
Durante la infancia y adolescencia de Al-Báqir, su padre al-Sayyad se había retirado de los conflictos políticos, pero al mismo tiempo se habían iniciado guerras civiles entre los omeyas, Abdullah ibn Zubair y varios grupos chiitas.
Según Kasaí, un día Muhámmad al-Báqir fue invitado al centro del califato, en Damasco, por Abdul Malik ibn Marwan, el califa omeya, antes de que se convirtiera en un imam.
Según las fuentes históricas, Abdul Malik era uno de los califas omeyas más autoritarios, sin embargo, era menos estricto que sus predecesores a la familia de Ali, debido a este escribió a su agente en Hiyaz: "Mantenme alejado de la sangre de los hijos de Ali, porque me he enterado de que quien los oprima, no logra la victoria".
Un evento importante de esa época era la sugerencia de Muhámmad al-Báqir de acuñar monedas a Abdul Malik ibn Marwan. Según Etan Kohlberg, la decisión de Abdul Malik de acuñar una moneda de oro, que reemplazó el dinar islámico con monedas romanas, se hizo por sugerencia de Muhámmad al-Báqir. Según Hasan Taremi en la Enciclopedia del mundo islámico, esta propuesta que se realizó en respuesta a la amenaza del emperador romano oriental, se ha narrado en los unos obras históricas como Beyhaqi. Ya'far Mortaza Ameli, el historiador chiita, concluye comparando varios informes históricos, que la sugerencia se llevó a cabo por al-Sayyad, el padre de Muhámmad al-Báqir; Porque entonces al-Báqir tenía entre diecisiete y diecinueve años y su padre era más famoso que él.
Durante la época de Walid ibn Abdul Malik, al-Hayyyay ibn Yusuf, conocido por su crueldad contra los chiitas, era el gobernante de mayoría parte del territorio islámico. Muhammad al-Baqir ha dicho sobre él que arrestaba a los chiitas debido a cualquiera acusación y era tan duro con ellos que si alguien fuera "impío" o "infiel", sería mejor que fuera "chiita". Se considera que el asesinato de Said ibn Yubair, una figura chiita famosa, se ocurrió en esta época. Durante este periodo Zain al-Abidin también falleció y entonces Walid fue el primer califa que coincidió con el Imamato de Muhámmad al-Báqir.

### Ámbito cultural y político durante su imamto
Durante la vida de Muhámmad al-Báqir, se formaron los debates serios sobre asuntos relacionados con Imamato, como la fe, el Islam y determinación y decreto en distintas partes del gobierno islámico, algunos de los cuales, tenían un aspecto político. Según Lalani, las raíces de muchos movimientos culturales y políticos como Jariyismo, Qadariyya, Muryi'a y Yabriyya deben buscarse en la misma época.
El grupo de los chiitas fue uno de estos grupos que discreparon con otros sobre el tema de Imamato y liderazgo. El Jariyismo consideraba a un gobernante pecador como un renegado. Por otro lado, la secta Muryi'a dejaban el juicio en este asunto a Dios. Qadariyya, otra secta consideraba que un ser humano tenía voluntad, por eso un gobernante injusto merecía la renuncia o la destitución. Al contrario, Yabriyya creía que las acciones humanas están predestinadas.
En una atmósfera tan caótica, Muhámmad al-Báqir solía explicar las posiciones de los chiitas y respondía varias preguntas. En esta época, un gran número de los piadosos estaban insatisfechas con sus gobernantes y vieron su vida lujosa como un ejemplo inapropiado para la gente.
La gente de La Meca y Medina solía beber vino, jugar al azar y hacer otros malos. La distancia de clase de los dominantes árabes con respecto a los no árabes había provocado que se sintieran insatisfechos y se unieran a los movimientos chiitas.
Estas insatisfacciones llevaron a algunas personas a retirarse de la sociedad y aislarse. Otros pasaban su tiempo aprendiendo enseñanzas religiosas con la esperanza de que el último salvador (al-Mahdi) cambiara esta situación. Algunos grupos chiitas como Kisaniyya y Zaydiya creían en acciones políticas y militares.

### Establecimiento de la jurisprudencia chií
Después de la muerte de Zainul Abidin en 94 o 95 DH, Muhámmad al-Báqir sucedió a su padre. Según Seyyed Mohammad Hosein Tabatabai, el erudito chiita, durante este período, debido a la dictadura de los gobernantes omeyas, ocurrieron rebeliones diariamente en los territorios islámicos. Por otro lado, las diferencias de los omeyas los habían involucrado en conflictos internos, lo que provocó que Ahl al-Bayt se quedara en paz por un tiempo. En esta situación, Muhámmad al-Báqir, al igual que su padre, tomó una posición de silencio frente a los omeyas, dedicando a desarrollo de la teoría chiita.
Después de la batalla de Karbala, debido a la opresión que sufrió la familia del Profeta del Islam, mucha gente se inclinó hacia los imames chiitas y Esto hizo que los musulmanes, sobre todo los chiitas, viajaran a Medina en un gran caravana y se reunieran libremente con Muhámmad al-Báqir; Por esta razón, Muhámmad al-Báqir tenía la oportunidad de divulgar el Islam, lo que habían prohibido para los imames anteriores. La gran cantidad de hadices narrados por él y la gran cantidad de sus alumnos son prueba de ello.
Durante este período, especialmente después del ascenso al poder de Umar ibn Abd al-Aziz, quien se inclinó por al-Báqir, se preparó más espacio para los chiitas. Umar ibn Abd al-Aziz le devolvió Fadak a al-Báqir después de su reunión con él en Medina. Otro esfuerzo durante su califato fue reducir la presión sobre los chiitas y evitar la costumbre de insultar a Ali ibn Abi-Talib.
La orden de recopilar hadices, que estuvo prohibido durante la época del primer y segundo califa, fue una de las otras acciones de Umar ibn Abd al-Aziz para obtener la satisfacción de los chiitas. Al mismo tiempo, con el florecimiento de los esfuerzos culturales de los sunitas al-Báqir, sintió que debía tomar una posición, difundiendo las opiniones jurisprudenciales de Ahl al-Bayt, contra las desviaciones que habían penetrado -en su opinión- los hadices de los sunitas. Y así comenzó a fundar su escuela religiosa, que incluía jurisprudencia, interpretación del Corán y ética.
Muhámmad al-Báqir aconsejaba a la gente que exija el hadiz de la fuente correcta, que son los imames. Según Rasul Ya'farian, este énfasis tuvo un efecto especial en la formación de la escuela chiita e incluso de las escuelas sunitas, porque muchos eruditos sunitas presentaron sus opiniones a al-Báqir para conocer su autenticidad.
Debido a las diferentes opiniones que existían en la época de al-Báqir sobre el Imamato, él también expresó sus opiniones en este campo, basándose en el Corán y la Sunna e introdujo el conocimiento divino y la infalibilidad como atributos que distinguen al Imam del resto de la gente. En ese período, la mayoría de la gente creía que el Imam debería levantar contra el califato, pero las enseñanzas de al-Báqir mostraron que el Imamato no es necesariamente político y no se basa en obtener poder político. Esta teoría, que no se consideró una amenaza contra los gobernantes omeyas, le dio a al-Báqir la oportunidad de continuar con sus actividades científicas libremente.
Según algunas narraciones, al-Báqir justificó su reclamo de Imamato frente a Hisham ibn Abd al-Malik con un verso del Corán (el verso de Ikmal al-Din). Luego, recordando varias narraciones del Profeta del Islam, afirmó que el conocimiento del Imamato fue transferido de Ali a otros Imames.
Para probar el Imamato de Muhámmad al-Báqir, los imamíes se refieren a un hadiz del Profeta del islam, en la que dijo Muhámmad fue llamado al-Báqir en la Torá, Basándose en esto, rechazan el Imamato de Zayd ibn Ali, para el cual no hay prueba.
En los libros de teología, el gran conocimiento de al-Báqir y sus milagros se mencionan como otra prueba de su Imamato. Él también era experto en jurisprudencia, interpretación del Corán, hadices proféticos y temas teológicos y era conocido como un líder y un sabio completo. Era el primer imam chiita que sistematizó las enseñanzas religiosas y se convirtió en el fundador de una escuela separada de jurisprudencia llamada "religión de Ahl al-Bayt".
Luego los fundamentos de la religión chií fueron completados sistemáticamente por su hijo y sucesor, Ya'far al-Sádiq. Según una narración de Ya'far al-Sádiq, antes de Muhámmad al-Báqir los chiitas no sabían cómo realizar los rituales del Hach, ni sabían qué les estaba permitido y qué les estaba prohibido. Pero al-Báqir les enseñó la forma correcta de realizar las rituales. De esta forma, los sunitas necesitaban a los chiitas, mientras que antes de al-Báqir, la situación era la contraria.
Según Lalani, después del Corán, las narraciones de Muhámmad al-Báqir y su hijo establecieron el pilar principal de la jurisprudencia chií. Esta escuela de jurisprudencia se basó únicamente en los hadices narrados del Ahl al-Bayt.
En la época de al-Báqir, la jurisprudencia islámica se basaba en cuatro fuentes: el Corán, la Sunnah del Profeta, el consenso de los sabios musulmanes y la analogía. En la escuela de jurisprudencia al-Báqir, las dos últimas fuentes no eran válidas, porque en su opinión, el Imam infalible resuelve el problema cuando hay una diferencia, y no hay necesidad de más fuentes.

### Convocatoria a Damasco
Según Kulayni, al-Báqir fue convocado a Damasco después de la ceremonia del Hach con la intención de amenazas. Según este informe, el Hisham participó en esta ceremonia su mismo y convocó a a al-Báqir y a su hijo Ya'far al-Sádiq.
Según el informe de al-Tabari, Muhámmad al-Báqir y Ya'far al-Sádiq fueron al Hach durante la época de Hisham ibn Abdul Malik. Ya'far al-Sádiq pronunció un discurso en la ceremonia del Hach y defendió la posición de Imamato de su padre. La noticia del discurso llegó a Hisham ibn Abdul Malik en Damasco y ordenó al gobernador de Medina que los enviara a Damasco. Después de que Muhámmad al-Báqir y su hijo llegaran a Damasco, el califa no los aceptaba durante tres días para humillarlos. El cuarto día, organizó una gran fiesta e invitó a los cortesanos.
Muhámmad al-Báqir y Ya'far al-Sádiq también estuvieron presentes en la fiesta en la que los cortesanos comenzaron a disparar frente a Hisham ibn Abdul Malik. Hisham invitó a Muhámmad al-Báqir a participar en el tiroteo y él se lo negó con la excusa de la vejez, pero con la insistencia de Hisham tuvo que aceptarlo. Según este informe, al-Báqir dio en el blanco 10 flechas. Hisham elogió sus habilidades de tiro y le preguntó si Ya'far al-Sádiq tenía las mismas habilidades. Al-Báqir le respondió que heredamos la perfección y la religión, una respuesta que condujo a una mayor discusión acerca del Imamato.
Según otra narración registrada por Kulayni, cuando al-Báqir entró en reunión de Hisham, contrariamente a la costumbre formal de saludar al califa con el título de "Amir al-Mu'minin" (El líder de los creyentes), saludó a todos los presentes y se sentó sin el permiso del califa. Hisham lo culpó por convocar a la gente a su mismo. Según esta narración, al-Báqir habló sobre la posición de Ahl al-Bayt como líderes del pueblo y también predijo la fugacidad del gobierno omeya. Después de esta discusión, Hisham encarceló a Muhámmad al-Báqir y después de poco tiempo, lo liberó y envió a Medina.

### Debate con el sabio cristiano
Después de que al-Báqir y su hijo al-Sádiq liberaron y antes de regresar a Medina, tuvo lugar un debate entre él y un de erudito cristiano en Damasco. En este debate, al-Báqir respondió a todas las preguntas del sabio cristiano y lo convenció. Cuando esta noticia llegó a Hisham, para minimizar el efecto que Muhámmad al-Báqir tenía sobre el pueblo, lo acusó de ser cristiano.
Después Hisham escribió al gobernador de Medina: Estos dos hijos de Abu Turab (Ali ibn Abi-Talib), que se han dirigido de Damasco a Medina, son hechiceros y mienten que son musulmanes, porque han sido influenciados por los cristianos y se han inclinado a ellos. Me abstuve de hacerles daño por el parentesco con ellos; Pero cuando lleguen a Medina, dígale a la gente: El Califa odia a los que hacen negocios con ellos o les dan la mano y los saludan; Porque se han desviado del Islam.

## Desacuerdo con Zaydiyya
Después de la muerte de Zain al-Abidin, la mayoría de los chiitas aceptaron a su hijo al-Báqir como el siguiente imam, pero otro grupo hizieron el pacto al otro hijo de Zain al-Abdin, Zayd ibn Ali, y luego este grupo se hizo conocido como Zaydiyya. Según Ibn Khallikan, Zayd le pidió a la gente que lo apoyara. Pero Según al-Mas'udi, el historiador chiita, Zayd el primero consultó a al-Báqir y él le pidió a Zayd que no contara con el apoyo de la gente de Kufa, porque ya habían traicionado a Ahl al-Bayt. Sin embargo, Zayd no aceptó su consejo y condujo al pueblo a una rebelión fallida.
Según al-Shahrestani, el historiador sunita, se produjo una discusión entre Muhámmad al-Báqir y su hermano Zayd, porque había seguido las enseñanzas de Wasil ibn Ata Mu'tazili. Zayd reclamó que imam es quien aparece entre la gente y levanta, obtenando su derecho. En respuesta de Zayd, Muhámmad al-Báqir dijo si fuera así, su padre, al-Sayyad, quien no levantó, no sería un Imam. Mientras tanto, Zayd reconocía al Imamato de su padre.
Según al-Shahrestani, un grupo de los chiitas, después de Hasan al-Muytabi, consideró a su hijo Hasan al-Muzanna como Imam, y después de él consideró a su hijo Abdullah como su sucesor. Por otro lado, la mayoría de los chiitas consideraban que el Imamato después de al-Muytabi pertenecía a su hermano Husain ibn Ali y luego al hijo de Husein, Al-Sayyad, porque hay un hadiz del Profeta del Islam que prueba sus Imamatos. Después de al-Sayyad, nuevamente los chiitas tuvieron una diferencia. Los imamíes creían en el Imamato del hijo de al-Sayyad, al-Báqir, pero otro grupo siguió al otro hijo de al-Sayyad, Zayd, y esta secta más tarde se hizo conocida como "Zaydiyya". Según Ghadi Noman, el erudito  ismaelita, Zaydiyyah cree que cualquier persona de la familia del Profeta que levanta y convoca a la gente a obedecer a Dios es un imam y hay que obedecerlo.
Aunque al-Báqir advirtió a su hermano Zayd de las consecuencias de una rebelión intempestiva contra los omeyas, según fuentes chiitas, la relación entre él y su hermano era amigable. El levantamiento fallido de Zayd finalmente se llevó a cabo en el año 122 DH después de la muerte de Muhámmad al-Báqir. Según Lalani, a diferencia de Zayd, al-Báqir no pensaba en un levantamiento armado, pero debido a su amplio conocimiento, su parentesco con el Profeta y su características superiores, la gente lo seguía. Además, las teorías de al-Báqir sobre Imamato, que era un tipo de Imamato no revolucionario y no consideraba el poder político como un requisito para ser imam, dejó un impacto especial en la gente y los convirtió en seguidores permanentes de él y su familia.
Según Rasul Ya'farian, el historiador chiita, dado que los zaydistas no estaban seguidores de los imanes elegidos por Dios y siguieron a todos los alauitas que levanta, no pudieron lograr el éxito de los imamíes en el campo de las ciencias islámicas como la interpretación del Corán, jurisprudencia y hadices. Así que los zaydistas tenían que seguir a Abu Hanifa en jurisprudencia y a Mu'tazila en teología y en el campo político, excepto algunos levantamientos fallidos, no tuvieron muchos resultados. Esto es al contrario del de los imames chiitas que lograron la formación de su escuela propia de Jurisprudencia llamada escuela Ya'fari.

## Califas contemporáneos
Su vida coincidió con cinco califas omeyas:
- Walid Ibn 'Abd al-Málik (86-96 H)
- Sulaimán Ibn 'Abd al-Málik (96-99 H)
- 'Úmar Ibn 'Abd al-Aziz (99-101 H)
- Yazid Ibn 'Abd al-Málik (101-105 H)
- Hisham Ibn 'Abd al-Málik (105-125 H)

Entre todos estos gobernantes omeyas, solo Umar ibn Abd al-Aziz fue amable con los chiíes.

## Muerte
Hay un desacuerdo sobre la fecha de la muerte de Muhámmad al-Báqir. La mayoría de los historiadores la consideran el año 114 o 117 DH. Pero algunas fuentes también mencionan los años 115, 116 y 118 DH. Según Ya'qubi, el año de su muerte era el 117 DH a los 58 años.
También hay una deferencia acerca de la causa de su muerte. Según una narración, Zayd ibn Hasan, el hijo mayor de Hasan al-Muytabi, después de un intento fallido de apoderarse de la herencia del Profeta del Islam, tuvo un desacuerdo con Muhámmad al-Báqir y envenenó la silla del caballo sobre la que montaba al-Báqir cuando regresaba de Damasco a Medina, y eso provocó su muerte.
Según Kohlberg, otras fuentes consideran a Hisham como responsable del envenenamiento de Al-Báqir. También menciona otros tres informes según los cuales al-Báqir fue envenenado después de la muerte de Hisham. El primer informe dice que Hisham murió antes de lograr envenenando a al-Báqir. El segundo informe indica que al-Báqir murió durante el califato de Walid ibn Yazid ibn Abdul Malik. El tercer informe, responsabiliza a Ibrahim ibn Walid por su envenenamiento.

## Entierro y tumba
Muhámmad al-Báqir fue enterrado en el cementerio de al-Baquí junto a las tumbas de su abuelo, Hasan al-Muytabi y su padre, Zain al-Abidin. Este cementerio, en el que más tarde fue enterrado su hijo, Ya'far al-Sádiq, fue destruido por Casa de Saúd en 1925 d. C.. Antes de esta fecha, el Zarih de estos cuatro imames también fue destruido, pero por orden de Mozaffareddín Shah Qayar fue reconstruido bajo la supervisión de su primer ministro, Amin al-Soltan. Actualmente, los imanes enterrados en este cementerio tienen tumbas simples sin santuario y zarih.

## El sucesor de al-Báqir
Según las narraciones narradas por Sheij Mofid y Tabresi, el testamento de al-Báqir sobre su sucesor era muy claro, y debido a que al-Sádiq era el mayor de sus hijos, no había  desacuerdo en su derecho de ser siguiente imam.
Según algunos historiadores sunitas como al-Shahrestani, había una secta llamada Baqiriyya que no creía en la muerte de Muhámmad al-Báqir y esperaba su aparición y levantamiento como "al-Mahdi".

## Familia
Umm Farwa era una de las esposas de Muhámmad al-Báqir, de quien nacieron Ya'far al-Sádiq, el sexto imam chiita, y Abdullah. El padre de Umm Farwa era Qasim ibn Muhammad ibn Abi Bakr y su madre era Asma la hija de abd al-Rahman ibn Abi Bakr. Según Sheij Saduq y Sheij Bahaí el nombre original de Umm Farwa era Fátima, pero según Maylesí su nombre era Qariba. Sin embargo, algunas fuentes antiguas consideraron "Umm Farwa" como su nombre original. La ascendencia Umm Farwa por parte del Padre se remonta a Asma bint Umays, la esposa de Ya'far ibn Abi-Talib.
Hay una deferencia en las fuentes históricas sobre el número de los hijos de al-Báqir. Según Erbali tenía 3 hijos y una hija pero según Sheij Mufid y Tabresi tenía 5 hijos y 2 hijas.
Según las fuentes sunitas como al-Tabaqat y Tazkira al-Jawas tenía 6 hijos, incluido 4 hijos y 2 hijas y creían que entre sus hijos no había Ubaydullah.
Según I'lam al-Wara y Kashf al-Ghumma no tenía 2 hijas sino que Zaynab y Umm Salama eran una persona. Según Alawi Umari la descendencia de al-Báqir continuó solo a través de Ya'far al-Sádiq.

## Compañeros y alumnos
Algunos de los científicos suníes y chiíes que fueron sus alumnos:
-Abu Abdullah Yabir Ibn Yazid Ibn Hariz al-Yu'afi
-Muhammad Ibn Muslim al-Zaqafi al-Kufi
-Abdullah Ibn A'yan
-Solayman Ibn Jalid
-Buraid Ibn Muawiya al-Iyli
-Abu Jalid al-Kabuli
-Fudyl Ibn Yasar
-Abu Sabbah al-Kaani
-Hammad Ibn Abi Sulayman (Irani)
-Davud Ibn Abi Hend al-Sarajsi (Irani)
-Muhammad Ibn Ishaq (Irani)
-Maymun Ghaddah al-Makki
-Abdullah Ibn Ata' al-Makki

## Desde el punto de vista de los sunitas
En los círculos académicos de los sunitas, Muhámmad al-Báqir es una de las fuentes más confiables para narrar hadices proféticos, por eso se le dio el título de "Ziqa", que es el grado más alto de confianza en un narrador. Los nombres de Muhámmad al-Báqir y su hijo Ya'far al-Sádiq se mencionan en las cadenas de las narraciones de libros sunitas como Al-Muwtta' de Malik, La Historia de al-Tabari y su Interpretación del Corán, al-Musnad de Ahmad Ibn Hanbal  y Al-Risala de Shafi'i. Según Abu Na'im Isfahani, los más grandes sabios del tiempo de al-Báqir lo respetaban, al igual que Abdullah ibn Ata' al-Makki narró que nunca había visto a los eruditos sentirse tan inferiores en presencia de alguien como se sentían en frente a Abu Ya'far (Muhámmad al-Báqir). Se ha narrado al respecto que Hakam ibn Utayba, el narrador sunita, a pesar de su vejez y alta posición, estaba en presencia de Abu Ya'far como un estudiante.
Se ha narrado de Muhammad ibn Munkader, el erudito sunita, que nunca había visto a nadie mejor que Zain al-Abidin hasta que conocí a su hijo Muhámmad ibn Ali al-Báqir. Según Lalani, a pesar de que Muhámmad al-Báqir tiene una posición alta entre los eruditos sunitas, los hadices narrados por él no tienen una posición importante.
Desde el punto de vista de los sunitas, al-Báqir es considerado una fuente confiable en jurisprudencia, teología y exégesis del Corán, que mantuvo debates con Abu Hanifah en estos campos. Aunque en las fuentes sunitas, al-Báqir es considerado un erudito religioso de primer nivel y uno de los narradores más confiables, pero en comparación con las fuentes chiitas, se han narrado muchos menos hadices de él. La crítica de los sunitas a al-Báqir es que los hadices narrados por él eran palabras de quienes fallecieron antes que él, o de quienes fueron contemporáneos de él solo cuando era un bebé.
En realidad, al-Báqir narraba muchos hadices sin atribuírselos al Profeta del Islam, lo que fue aceptable para los chiitas porque lo consideraban el imam infalible y sucesor del Profeta del Islam, quien recibió su conocimiento del Profeta a través de sus padres. Otra razón de los sunitas para rechazar sus narraciones fue que la mayoría de los narradores de al-Báqir eran chiitas o según los sunitas eran rawafid, de quienes habían prohibido la transmisión de hadices.
Sin embargo, a pesar de que Abu Hanifah no aceptó la mayoría de los hadices de los sunitas, narró muchos hadices a través de al-Báqir y otros imanes chiitas. Además, Zahabi menciona a Amr ibn Dinar, A'mash, Awza'i, Ibn Yurayh y Qurra ibn Jalid como aquellos que han narrado hadices de al-Báqir.
Además, Abu Zuhra menciona a Sufyan al-Zawri, Sufyan ibn Uyayna, el narrador de La Meca, y Abu Hanifa como aquellos que han aprovechado el conocimiento de al-Báqir.
Al-Tabari considera a al-Báqir como la fuente de Ibn Ishaq en sus narraciones históricas, y al-Tabari él mismo narra algunas historias de la batalla de Karbala de al-Báqir.
Al contrario de los imamíes, los sunitas no consideran a al-Báqir como un imam infalible y reclaman que al-Báqir consideraba legal la lealtad a los dos primeros califas, Abu Bakr y Umar, y detestaba a sus enemigos. Según Ibn Asakir, al-Báqir permitió hacer oraciones en congregación detrás de los Omeyas. 
Según Ibn Kazir, contrariamente a la creencia chiita de que al-Báqir es uno de sus imames, al-Báqir su mismo no reclamaba esta posición. Además, aunque las fuentes chiitas muestran una visión relativamente negativa de Abu Hanifa al narrar su reunión con al-Báqir, las fuentes Hanafi lo consideran uno de sus estudiantes, y dicen que al-Báqir lo describió como lo que revivirá la sunnah del Profeta del Islam.
En fuentes sunitas, hay muchas alabanzas sobre al-Báqir. Según Zahabi, se había reunido en al-Báqir el conocimiento y las buenas obras, la nobleza, el honor, la honradez y la solemnidad y era capaz del califato.
Según Ya'farian, un día, Abrash al-Kalbi le preguntó a Hisham ibn Abd al-Malik sobre al-Báqir quién es este hombre que la gente se ha reunido alrededor de él y le hace sus preguntas. Hisham le respondió que este es el Profeta de Kufa y se considera a sí mismo el hijo del Mensajero de Dios y el descubridor del conocimiento y el comentarista del Corán. Además, Hisham admitió sobre él que la gente de Irak era enamorada de él. Abu Ishaq dice sobre al-Báqir que nunca ha visto a nadie como él, y Abu Zurah al-dimashqi lo consideraba uno de los más grandes sabios.

## Textos
Hay un texto atribuido a Muhammad Baqir, sobre la descripción del Corán. Se ha dicho también que este texto lo escribió uno de sus alumnos.
Ibn shar Ashub escribe: "Abol Yarud tiene una descripción del Corán que es atribuida a Abu Ya'far. También Sheij Tusi lo ha mencionado".
También Aqha Bozorg Tehrani menciona la descripción del Corán de Abu Yarud y dice: “… Abu Yarud, (su nombre Ziyad Ibn Monzir) es uno de los compañeros de los Imanes triplicados (al-Sayyad, al-Báqir y al-Sádiq), y narró una descripción del Corán del imán al-Báqir.”

### Tafsir
Muhammad al-Báqir, se dedicó la mayor parte de su vida a explicar los versículos del Corán (Exégesis del Corán). Celebraba regularmente sesiones de explicación de las aleyas coránicas. Según las narraciones, Muhammad ibn Ishaq Nadim, menciona un libro que dice: "el libro de explicación del Corán es de Muhámmad al-Báqir".

### Hadith
Muhámmad al-Báqir, enfatizaba las palabras del profeta del Islam, y narraba muchos de los dichos de Mahoma. Narró casi setenta mil frases del profeta del Islam. Asimismo, Aban ibn Taqlib (uno de sus alumnos) narraba muchas frases de Muhámmad al-Báqir, además de decir las frases, las explicaba a sus alumnos, y les enseñaba las significaciones de los dichos de los imanes y de los dichos del profeta del Islam.

### Al-Manasik
Ya`far as-Sadiq dijo: “Muhámmad Báqir formuló los actos del Hach por primera vez.”